# Stenocorus griseopubens
Stenocorus griseopubens là một loài bọ cánh cứng trong họ Cerambycidae.